# الجرادات
قرية الجرادات هي إحدى القرى التابعة لمركز أبو حمص في محافظة البحيرة في جمهورية مصر العربية. حسب إحصاءات سنة 2006، بلغ إجمالي السكان في الجرادات 10785 نسمة، منهم 5391 رجل و5394 امرأة.